# Hammerstein-Modell

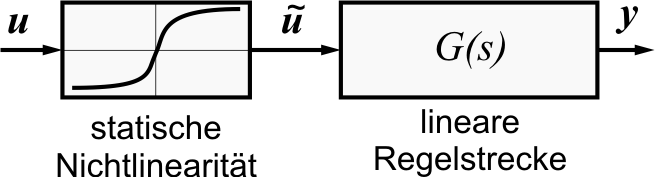
Blockschaltbild eines Hammerstein-Modells, das aus der Reihenschaltung einer statischen Nichtlinearität vor einem linearen System besteht.

Das Hammerstein-Modell ist eine nach Adolf Hammerstein benannte spezielle Modellform für nichtlineare dynamische Systeme. Charakteristisch ist die Struktur, bestehend aus der Reihenschaltung einer statischen Nichtlinearität vor einem linearen zeitinvarianten dynamischen System. Das Hammerstein-Modell ist sowohl für Eingrößen- als auch für Mehrgrößensysteme definiert.
Das Hammerstein-Modell findet allgemeine Anwendung in der Regelungstechnik, beispielsweise in Modellbildung, Systemidentifikation und Reglerentwurf.
Für Eingrößensysteme lautet die mathematische Beschreibung
{\displaystyle {\tilde {u}}(t)=f(u(t))}
{\displaystyle y(t)={\tilde {u}}(t)*g(t)},
wobei {\displaystyle g(t)} die zur Übertragungsfunktion {\displaystyle G(s)} des linearen Systems gehörende Impulsantwort ist und {\displaystyle *} den Faltungsoperator bezeichnet.